# Jakob Samuelsson
Jakob Samuelsson (* 19. Februar 1998) ist ein schwedischer Leichtathlet, der sich auf den Speerwurf spezialisiert hat.

## Sportliche Laufbahn
Erste internationale Erfahrungen sammelte Jakob Samuelsson im Jahr 2015, als er bei den Jugendweltmeisterschaften in Cali mit 6905 Punkten den 13. Platz im Zehnkampf belegte. 2017 gelangte er bei den U20-Europameisterschaften in Grosseto mit 7425 Punkten auf den elften Platz und 2019 schied er bei den U23-Europameisterschaften in Gävle mit 67,87 m in der Qualifikationsrunde im Speerwurf aus. 2022 verpasste er bei den Europameisterschaften in München mit 70,39 m den Finaleinzug und im Jahr darauf wurde er bei der 1. Liga der Team-Europameisterschaft im Rahmen der Europaspiele in Chorzów mit 78,68 m Sechster. Anschließend schied er bei den Weltmeisterschaften in Budapest mit 75,50 m in der Qualifikationsrunde aus.
In den Jahren 2022 und 2023 wurde Samuelsson schwedischer Meister im Speerwurf.